# Белмонте дел Санио
Белмо̀нте дел Са̀нио (на италиански: Belmonte del Sannio) е село и община в Централна Италия, провинция Изерния, регион Молизе. Разположено е на 864 m надморска височина. Населението на общината е 843 души (към 2010 г.).